# Statuia ostașului român din Covasna
Statuia ostașului român este un monument istoric din orașul Covasna, așezat într-un rondou de pe strada Mihai Eminescu, în fața bisericii ortodoxe și a fost dezvelit la data de 9 mai 1973. Cunoscut si sub numele de „Monumentul Eliberatorul", este opera sculptorului Theodor Ionescu.

## Descriere
Pe un soclu masiv, de forma unei prisme cu baza pătrată, este amplasată statuia unui infanterist, care are în mâna stângă o pușcă, iar în mâna dreaptă o ramură de stejar. Pe placa de marmură albă fixată pe soclu este scris: „Glorie eternă eroilor armatei române".

## Imagini

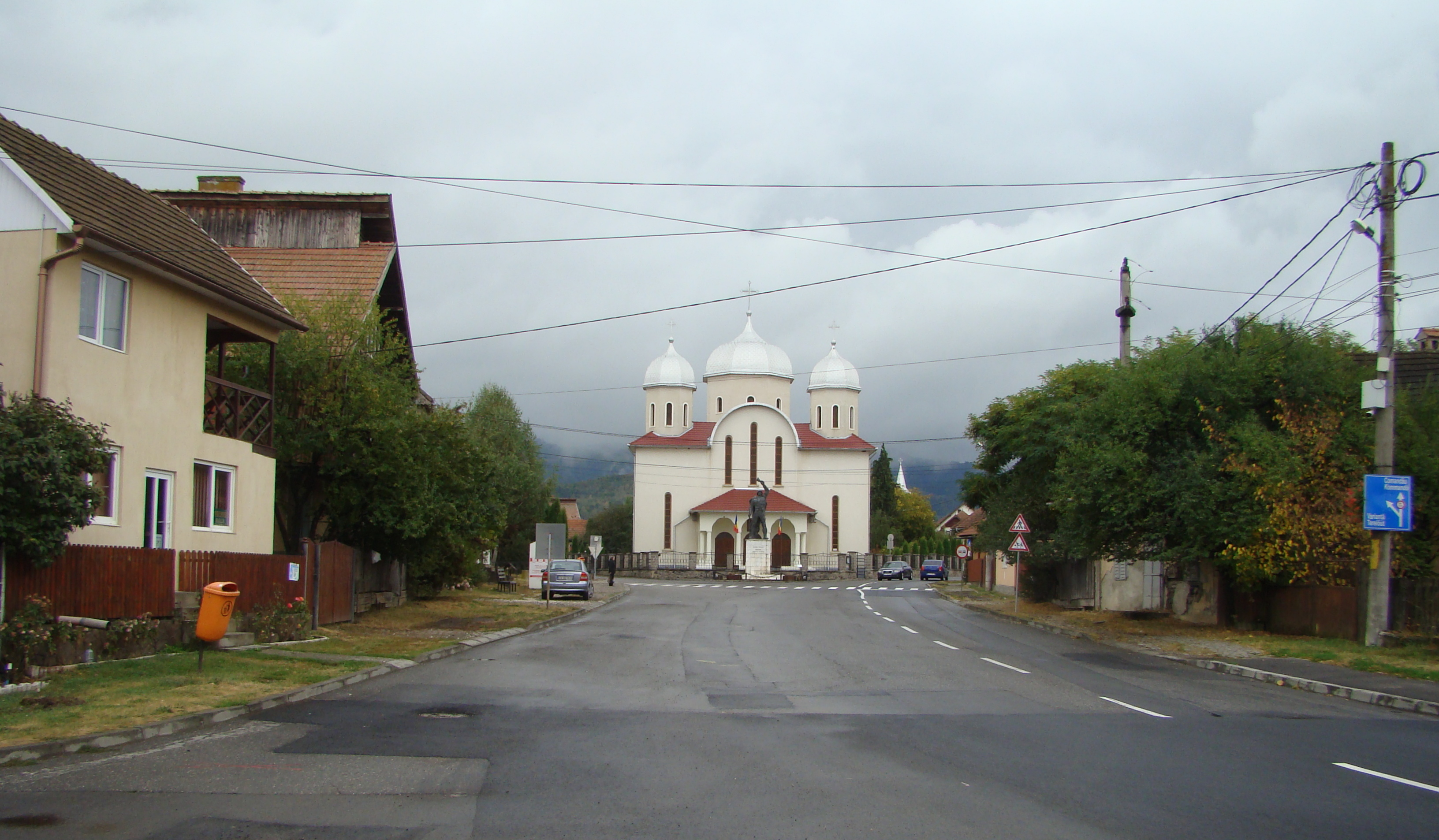
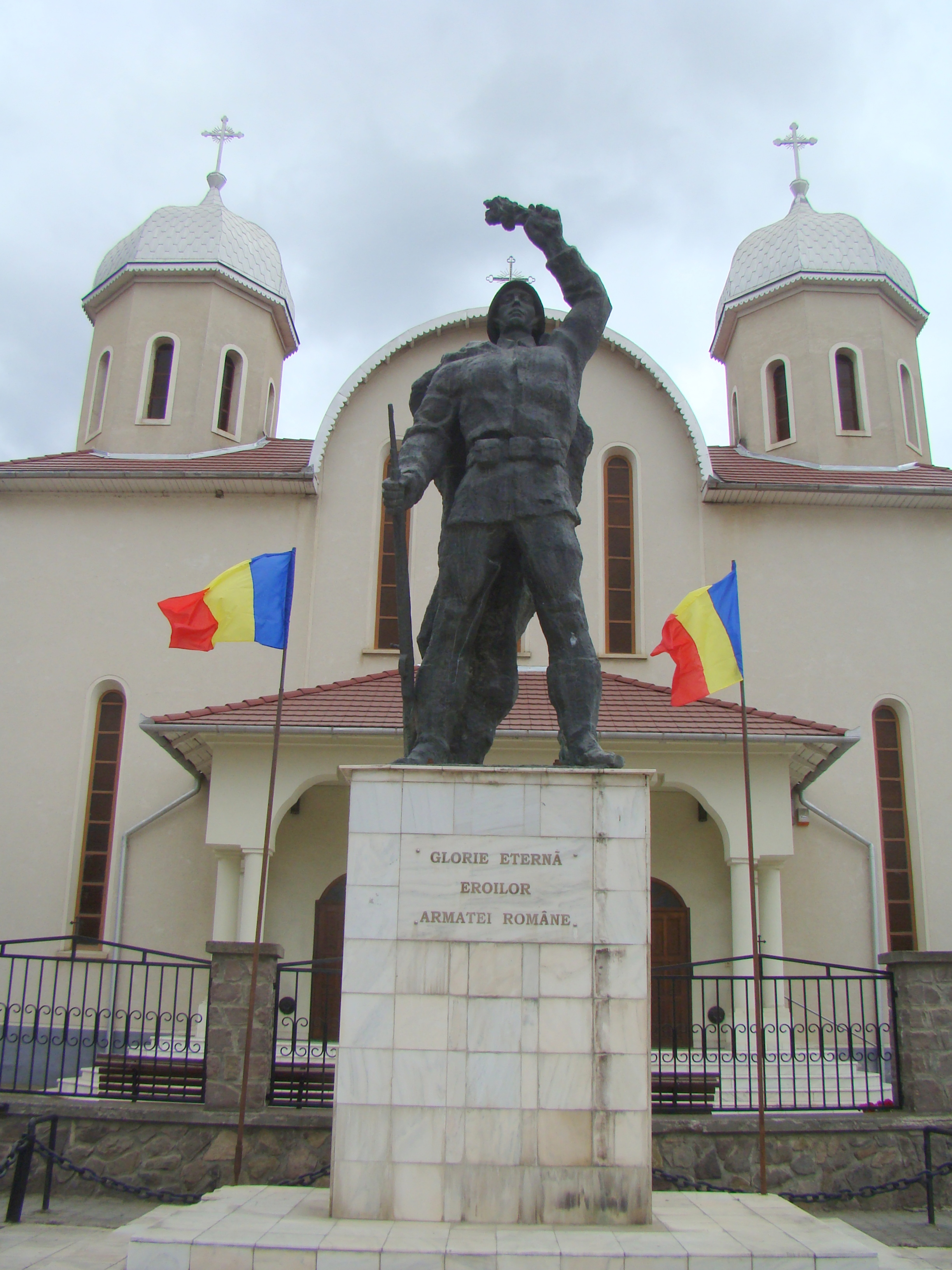
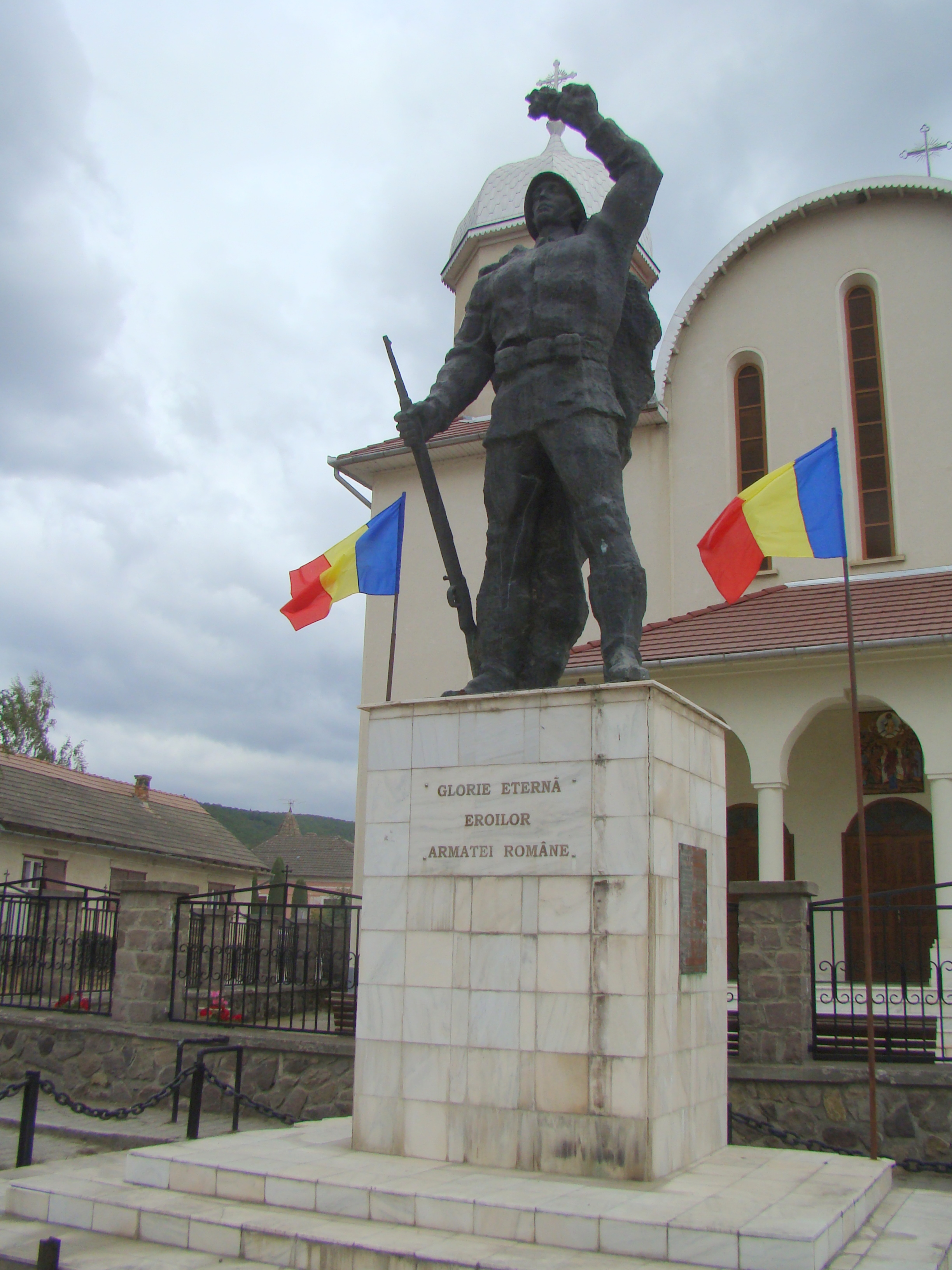
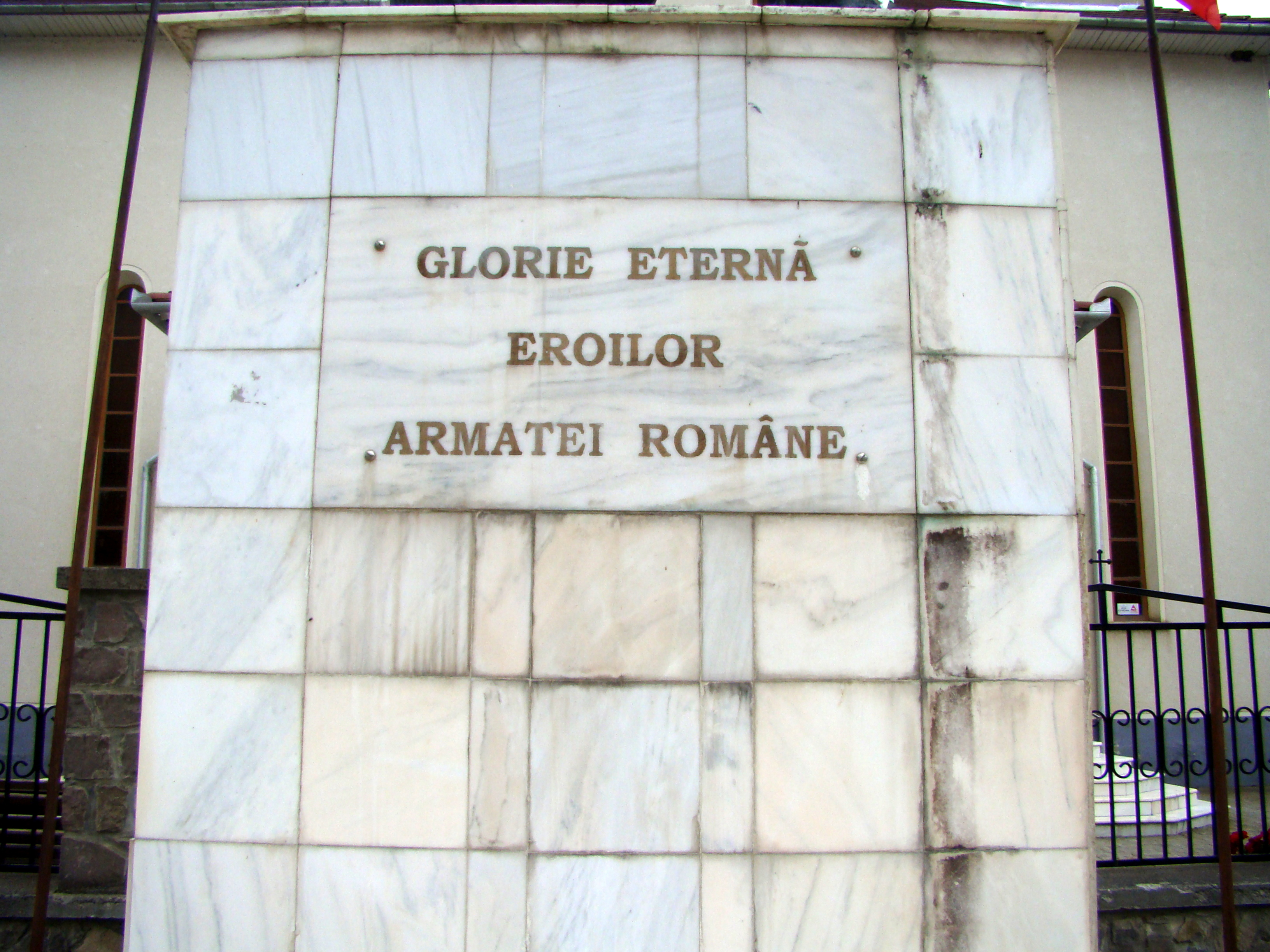
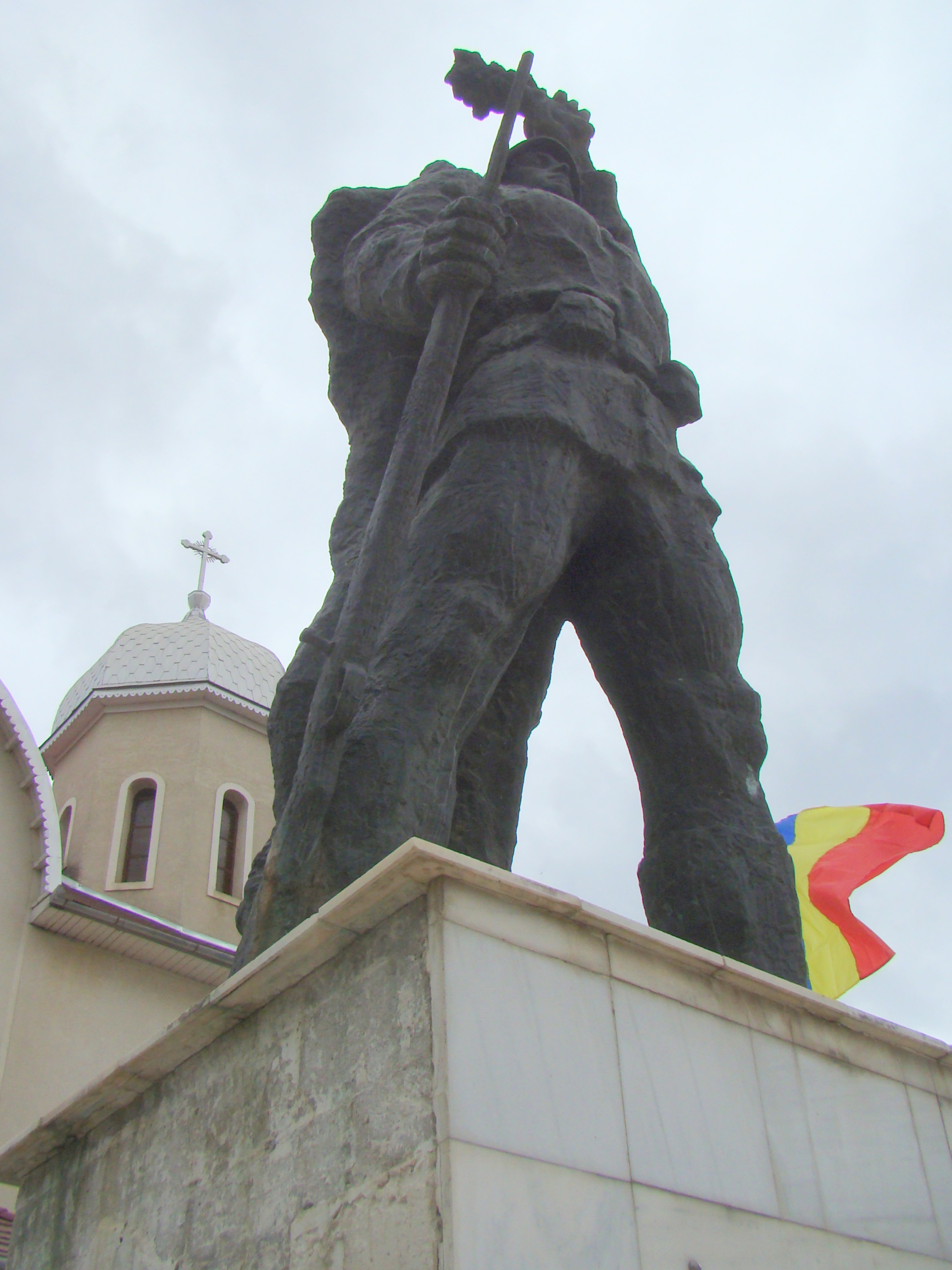
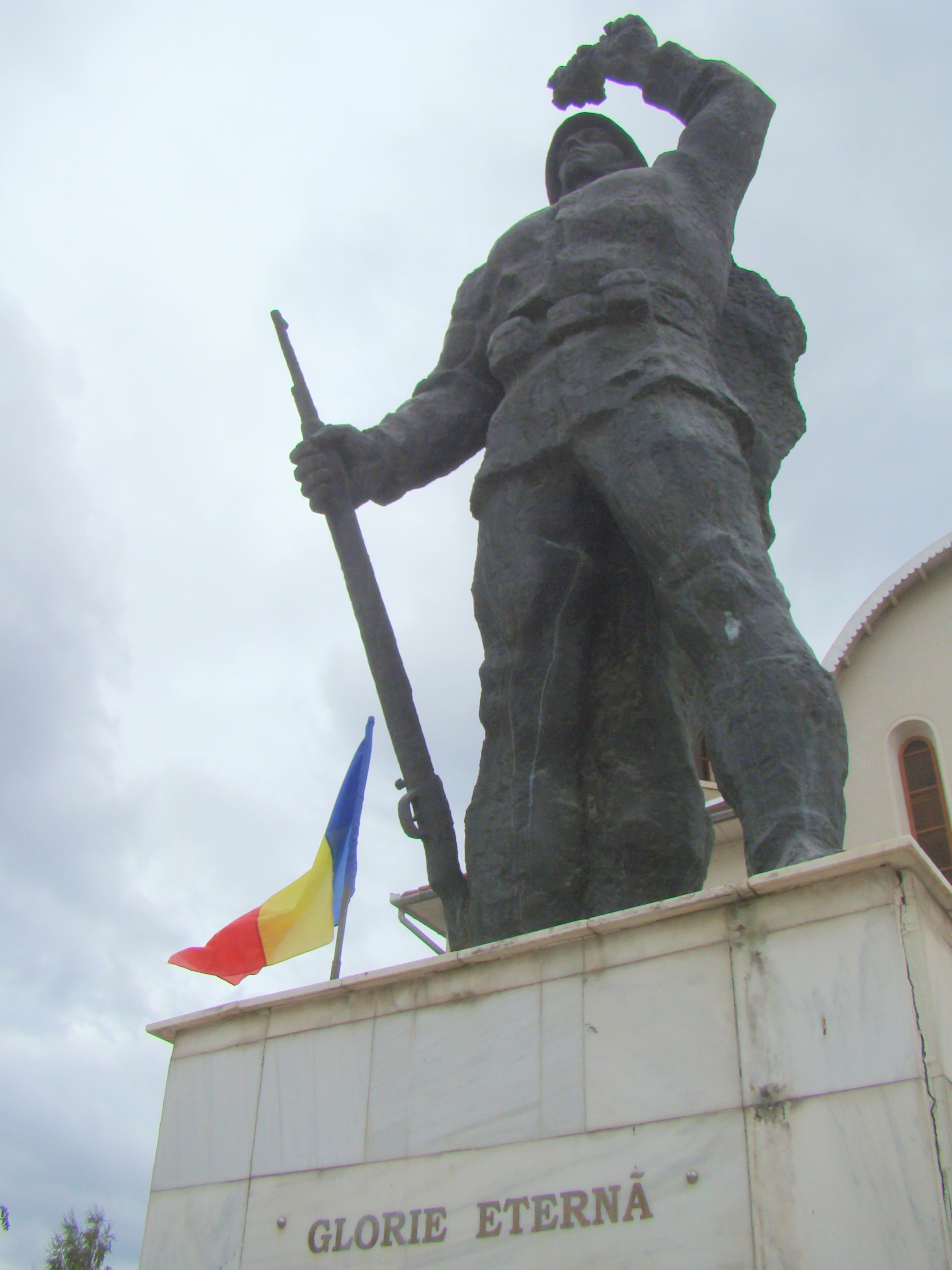
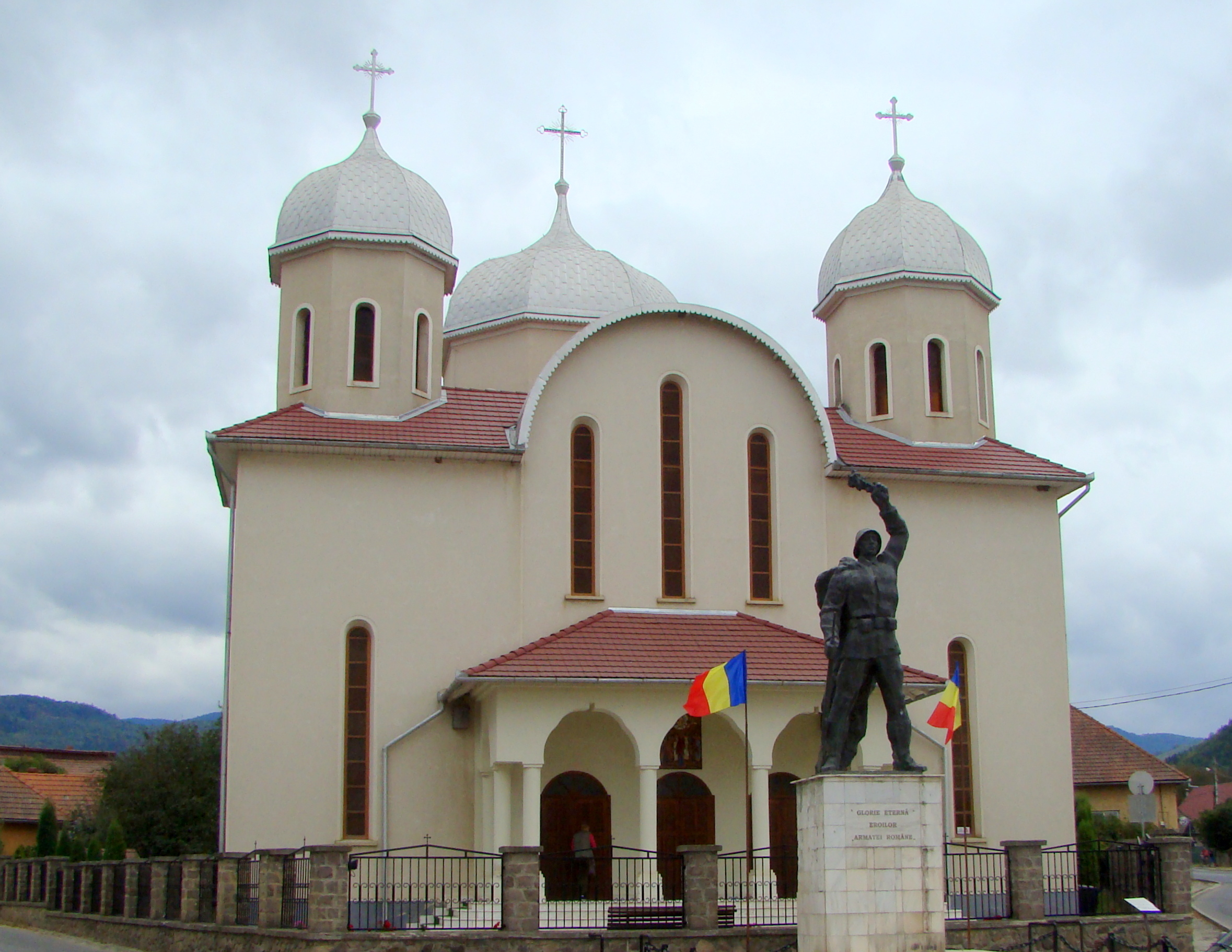
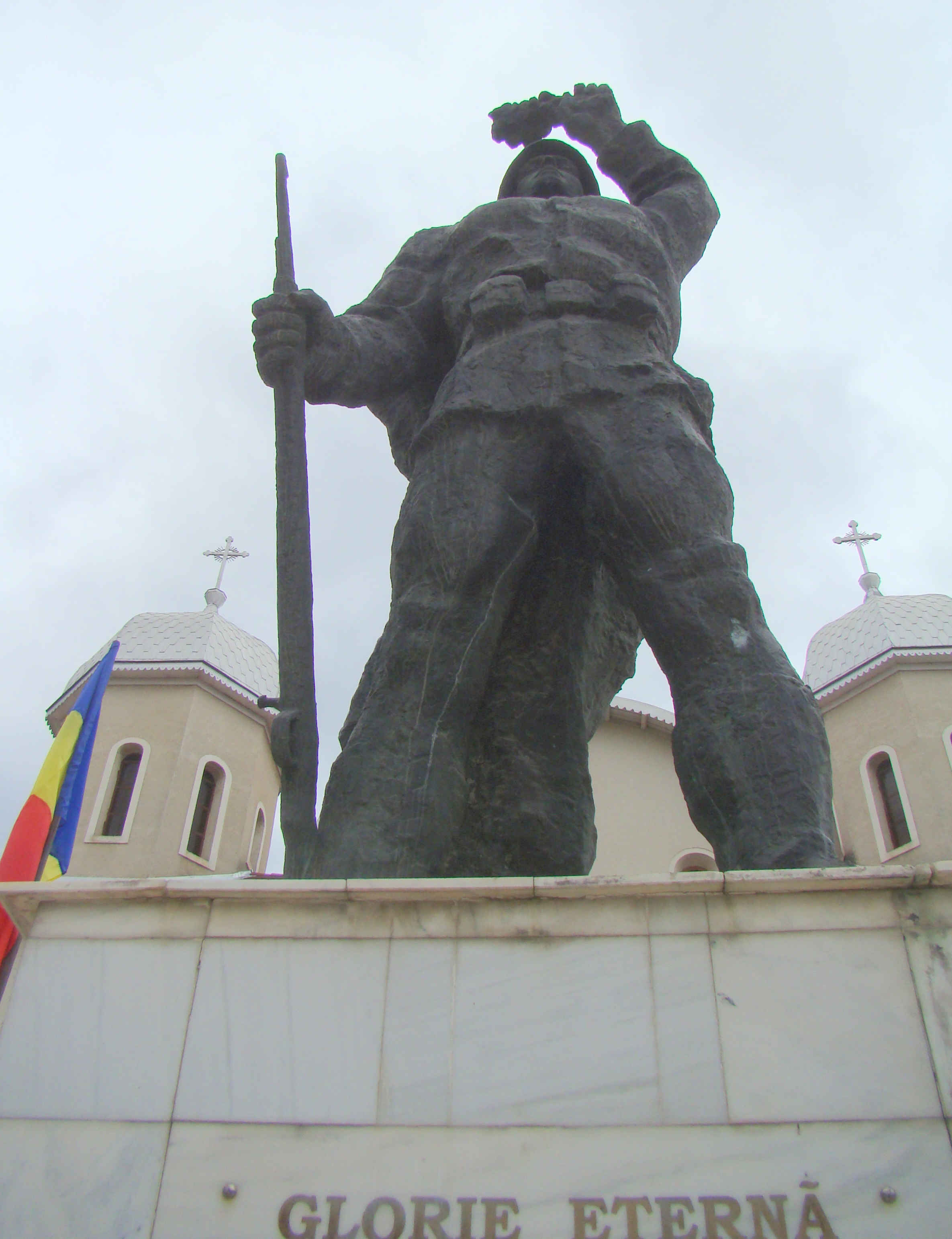